# شهرستان بحردن
شهرستان بحردن (به ترکمنی: Bäherden etraby، بأحردن اطرابیٛ) یک شهرستان در ترکمنستان است که در استان آخال واقع شده‌است.
از سال ۲۰۰۳ تا سال ۲۰۱۸، نام این شهرستان، شهرستان بهارلی (به ترکمنی: Baharly etraby، باهارلیٛ اطرابیٛ) بود.

## تقسیمات اداری
شهرستان اسن‌قلی شامل یک شهر، یک شهرک، و سیزده شورای روستایی می‌باشد.
- شهرها (şäherler / شأهرلر)
  - بحردن (Bäherden / بأحردن)

- شهرک‌ها (şäherçeler / شأهرچه‌لر)
  - آرچمان (Arçman / آرچمان)
    - شامل ایستگاه آرچمان (Arçman bekedi / آرچمان بکه‌دی)
    - تازه‌اوبه (Täzeoba / تأزه‌اوْبا)
    - شفاخانه آرچمان (بیمارستان مسلولین) (Arçman şypahanasy / آرچمان شیٛپاخاناسیٛ)
    - ‌ کلات‌داغ (Keletdag / کلت‌داغ)

- شوراهای روستایی (oba geňeşlikleri / اوْبا گنگشلیکلری)
  - آق‌تپه (Akdepe / آق‌دپه)
    - آق‌تپه (Akdepe / آق‌دپه)
    - توقفگاه ۹۷-ام (97-nji duralga / ۹۷-نجی دوُرالغا)

  - بامی (Bamy / بامیٛ)
    - عمارت (Ymarat / عیٛمارات)
    - بامی (Bamy / بامیٛ)

  - بورمه (Börme / بؤرمه)
    - بورمه (Börme / بؤرمه)
    - توقفگاه ۱۰۳-ام (103-nji duralga / ۱۰۳-نجی دوُرالغا)

  - درون (Durun / دوُروُن)
    - درون (Durun / دوُروُن)

  - دووقلعه (Döwgala / دؤوقالا)
    - دووقلعه (Döwgala / دؤوقالا)

  - سونچه (Sünçe / سوٚنچه)
    - توقفگاه ۱۰۰-ام (100-nji duralga / ۱۰۰-نجی دوُرالغا)
    - سونچه (Sünçe / سوٚنچه)

  - سیوان (Saýwan / سایوان)
    - دشت (Deşt / دشت)
    - سیوان (Saýwan / سایوان)

  - قره‌قان (Garagan / قاراقان)
    - قره‌قان (Garagan / قاراقان)

  - قره‌وول (Garawül / قاراووٚل) 
    - قره‌وول (Garawül / قاراووٚل)
    - کهنه‌گنبد (Könegümmez / کؤنه‌گوٚمبذ)

  - کیرپی‌لی (Kirpili / کیرپی‌لی)
    - اتابک (Atabeg / آتابگ)
    - حاجی‌اولن (Hajyölen / حاجیٛ‌اؤلن)
    - سوزن‌لی‌اویی (Sözenlioýy / سؤزن‌لی‌اوْییٛ)
    - کیرپی‌لی (Kirpili / کیرپی‌لی)

  - مورچه (Mürçe / موٚرچه)
    - اتک‌اویی (Etegoýy / اتک‌اوْییٛ)
    - تاغی‌اویی (Tagyoýy / تاغیٛ‌اوْییٛ)
    - مورچه (Mürçe / موٚرچه)

  - نوخور (Nohur / نوْخوُر)
    - نوخور (Nohur / نوْخوُر)

  - یارآجی (Ýarajy / یارآجیٛ)
    - کلته (Kelete / کلته)
    - یارآجی (Ýarajy / یارآجیٛ)